# بروس باندولفيني
بروس باندولفيني (بالإنجليزية: Bruce Pandolfini)‏ هو لاعب شطرنج وصحفي أمريكي، ولد في 17 سبتمبر 1947 في نيوجيرسي في الولايات المتحدة.

## وصلات خارجية
- بروس باندولفيني على موقع مباريات الشطرنج (الإنجليزية)
- بروس باندولفيني على موقع الاتحاد الأمريكي للشطرنج (الإنجليزية)
- بروس باندولفيني على موقع قاعدة بيانات الفيلم (الإنجليزية)